# Echtenerbrug
Echtenerbrug (Fries: Ychtenbrêge, [ixtn’brɛ:gə]; Stellingwerfs: Echtenerbrogge) is een dorp in de gemeente De Friese Meren, in de Nederlandse provincie Friesland. Echterbrug ligt tussen Lemmer en Wolvega, naast Delfstrahuizen ten zuiden van het Tjeukemeer. Het dorp vormt samen met Delfstrahuizen een tweelingdorp. 
Delfstrahuizen, Echtenerbrug en Echten hebben een gezamenlijke plaatselijk belangvereniging De Trije Doarpen. In 2023 telde Echtenerbrug 995 inwoners.

## Geschiedenis
Aan het eind van de 17e eeuw ontstond bij de brug over de Pier Christiaansloot halverwege Echten en Delfstrahuizen een nederzetting. Deze plaats groeide uiteindelijk aan beide kanten van de brug en lag deels op het grondgebied van Delfstrahuizen, dat nota bene in een andere gemeente lag. In 1718 werd de plaats vermeld als Echterbrug, als brug bij Echten.
In de 19e eeuw groeide de plaats, maar de echte groei kwam begin twintigste eeuw. Doordat Echtenerbrug deels op het grondgebied van Delfstrahuizen lag, werden de twee plaatsen vaak als één beschouwd. In 1984 vond een grenscorrectie plaats, waardoor beide plaatsen in dezelfde gemeente, gemeente Lemsterland kwamen te liggen. 
Sinds 2014 ligt Echtenerbrug in de gemeente De Friese Meren. Qua aantal inwoners is Echtenerbrug groter geworden dan Echten.

## Recreatie
In Echtenerbrug speelt toerisme een belangrijke rol. De Pier Christiaansloot die tussen Echtenerbrug en Delfstrahuizen door loopt is een belangrijk toeristisch vaarwater. Deze vormt de verbinding tussen de Kop van Overijssel en het Friese merengebied. In Echtenerbrug zijn meerdere jachthavens en campings.

## Evenementen
Echtenerbrug organiseert elk jaar tijdens de zomermaanden de Dolle Brêgedagen. Op de donderdagavonden wordt er dan iets op of rond de brug en het water georganiseerd, zoals zakslaan, spijkerbroekhangen, kanoracen, live-muziek en veel meer. Ook wordt elk jaar bij Echtenerbrug de vijfde wedstrijd skûtsjesilen van de IFKS gehouden, met evenementen in het dorp, zoals een braderie, en muziek op en om het water.
Al enige jaren wordt het watersportseizoen afgesloten met een vlootschouw.
In Echtenerbrug wordt jaarlijks in de tweede week van september de feestweek gehouden.

## Openbaar vervoer
- Lijn 48: Heerenveen - Rottum - Sintjohannesga - Rotsterhaule - Rohel - Vierhuis - Delfstrahuizen - Echtenerbrug - Echten - Oosterzee - Lemmer